# Salerský skot
Salerský skot, Salers, patří mezi masná plemena skotu. Pochází z výše položených oblastí centrální Francie, proto je velmi odolné a nenáročné. K jeho přednostem patří i přizpůsobivost a snadná manipulace.

## Rozšíření plemene
Původní oblastí chovu tohoto plemen je Francouzské středohoří v oblasti Auvergne, plemeno bylo pojmenováno podle města Salers. Je to plemeno velmi staré, vyšlechtěné pro odolnost v horském klimatu. Původní zaměření bylo trojstranné, maso-mléko-tah. Spíše než jiným francouzským plemenům má blíže k červenému skotu z jihozápadní Evropy. Plemenná kniha byla založena v roce 1908 a od roku 1925 se provádí kontrola užitkovosti. Chov byl dále směřován ve dvoustranném směru s důrazem na masnou užitkovost. Do 60. let 20. století se jednalo o skot, který byl chován pouze v oblasti svého vzniku, od té doby došlo k jeho rozšíření do celé Francie, kde je v současnosti chováno něco málo přes 200 tisíc zvířat tohoto plemene. Naprostá většina je držena v systému bez tržní produkce mléka, v dojených stádech se chová 5 %. Během zimy je skot v údolích a na jaře se vyhání na horské pastviny. V malém rozsahu se chová i v České republice, první kusy byly dovezeny v roce 1995.
V zemi původu se používá též k užitkovému křížení v mateřské pozici s ostatními francouzskými masnými plemeny, kříženci jsou ceněni z hlediska produkce masa.

## Exteriér
Salerský skot je plemeno velkého tělesného rámce. Kohoutková výška krav je okolo 140 cm, býci mívají nad 150 cm. Hmotnost dospělých krav se pohybuje mezi 650-850 kg, býci dosahují hmotnosti až 1200 kg. Pro toto plemeno je charakteristické masivní osvalení. Dominantní zbarvení je červené, ale lze nalézt i černé linie. Srst je hustá a kudrnatá. Jedná se o rohaté plemeno. Pro salerský skot je typická tvrdá černá rohovina, proto nejsou jejich paznehty náročné na údržbu.

## Užitkovost
Dnes je salerský skot hlavně masné plemeno, ale dříve se z jejich mléka vyráběly i sýry. Průměrný denní přírůstek se pohybuje mezi 1000 a 1300 g. Jatečná výtěžnost je okolo 60 %. Široká pánev krav, jejich vysoká mléčnost a malá telata zaručují bezproblémové porody, proto se salerský skot používá i ke křížení s jinými masnými plemeny.
V Česku toto plemeno patří k méně chovaným. Je nenáročné na kvalitu pastvy a dobře snáší i tužší zimy, proto se výborně hodí pro pastevní chov v horských oblastech. V zimě se ovšem doporučuje příkrm senem. V létě je naopak nutné zajistit dostatek vody a stinná místa.